# Reliance Capital
Reliance Capital ist die Finanzsparte der indischen Reliance - Anil Dhirubhai Ambani Group. Eigentümer ist der indische Geschäftsmann Anil Ambani.
Reliance Capital hat einen Bilanzwert von ca. 962 Mio. Euro (56.662 Mio. Rs) (Stand 30. September 2007).
Die Aktien werden an der Bombay Stock Exchange unter der Börsenkennung 500111 gehandelt, sind aber nicht Bestandteil des größten indischen Aktienindexes BSE Sensex. Eine Aktie kostete am 12. Februar 2008 etwa 1700 Indische Rupien bzw. 28,80 Euro. Darüber hinaus werden die Aktien an der National Stock Exchange in Mumbai unter der Kennung RELCAPITAL gehandelt, Zertifikate werden unter der Nummer US75945L1035 auch an der Börse in Luxemburg gehandelt. Nach Angaben des Unternehmens befanden sich etwas mehr als die Hälfte der ausgegebenen Aktien im inländischen, indischen Privatbesitz, etwa ein weiteres Viertel befand sich im Besitz ausländischer, institutioneller Investoren.

## Geschäftsfelder
- Reliance Capital ist ein indischer Finanzkonzern, der Investmentfonds, Lebensversicherungen, Versicherungen, Bankdienstleistungen etc. anbietet.
- Reliance Mutual Fund ist einer der größten indischen Investmentfonds mit einem gemanagten Fondsvermögen von ca. 13.222 Mio. Euro (777.650 Mio. Rs) und über 4,2 Millionen Investoren.
- Reliance Life Insurance ist einer der größten indischen Lebensversicherer mit über 700 Filialen und über 150.000 Versicherungsvertretern.
- Reliance General Insurance ist einer der größten indischen Versicherungskonzerne mit über 200 Filialen in 170 Städten mit über 25.000 Versicherungsvertretern. Es werden Versicherungen für Autos, Gesundheit, Grundstücke, Schiffe, Unfälle und Haftpflicht angeboten.
- Reliance Money ist ein Börsenportal mit Online-Börsenhandel. Im April 2007 hatte man über 300.000 Kunden in über 4.300 Filialen in Indien.
- Reliance Consumer Finance vergibt Darlehen an Verbraucher.